# Parafia Matki Bożej Królowej Polski i św. Franciszka z Asyżu w Jeleniej Górze
Parafia Matki Bożej Królowej Polski i św. Franciszka z Asyżu w Jeleniej Górze – znajduje się w dekanacie  Jelenia Góra Zachód w diecezji Legnickiej.
Jej proboszczem jest ks. Rafał Berezowski. Erygowana 1 marca 1996. Mieści się przy ulicy Morcinka.